# Sebaea albens
Sebaea albens är en gentianaväxtart som först beskrevs av Carl von Linné d.y., och fick sitt nu gällande namn av James Edward Smith. Sebaea albens ingår i släktet Sebaea och familjen gentianaväxter. Inga underarter finns listade i Catalogue of Life.